# نورت فورک (آریزونا)
نورت فورک (به انگلیسی: North Fork) یک منطقهٔ مسکونی در ایالات متحده آمریکا است که در شهرستان ناواهو، آریزونا واقع شده‌است. نورت فورک ۱۵۹٫۶۰ کیلومتر مربع مساحت و ۲۰٬۸۳۷ نفر جمعیت دارد و ۲٬۰۶۳ متر بالاتر از سطح دریا واقع شده‌است.